# 西長岡町
西長岡町（にしながおかちょう）は、群馬県太田市にある地名（町丁）。郵便番号は373-0001。

## 概要
強戸地区にある町丁。

## 地理

### 近隣町丁
- 藪塚町
- 寄合町
- 新田天良町
- 菅塩町

## 世帯数と人口
2022年（令和4年）3月31日現在の世帯数と人口は以下の通りである。
| 町丁     | 世帯数  | 人口  |
| -------- | ------- | ----- |
| 西長岡町 | 328世帯 | 760人 |

## 交通

### 鉄道
町内に鉄道は通っていない。

### 道路
- 群馬県道78号太田大間々線
- 北関東自動車道

## 施設
- 長岡寺
- 太田双葉カントリークラブ
- 中島飛行機地下工場跡